# Laphroaig (Ort)
Laphroaig ist eine kleine Ortschaft auf der schottischen Insel Islay und liegt somit in der Council Area Argyll and Bute beziehungsweise der traditionellen schottischen Grafschaft Argyllshire. Sie entstand als Arbeitersiedlung der Whiskybrennerei Laphroaig an der Südküste der Insel nahe dem Fährhafen Port Ellen. Laphroaig ist durch die A846 an das Straßennetz angeschlossen. Gegenüber von Laphroaig liegt die kleine Insel Texa.

## Einwohner
Die Einwohnerzahlen Laphroaigs sind seit 1841 relativ zu anderen Gemeinden auf Islay konstant. So wurden dort im Jahre 1841 57 Einwohner gezählt, während es 1851 42 Einwohner waren. 1961 waren es schließlich wieder 58 Personen.

## Umgebung
Nördlich von Laphroaig war zunächst ein Stehender Stein mit einer Höhe von 1,83 m verzeichnet. Bei genaueren Untersuchungen wurde jedoch festgestellt, dass dieser Teil eines steinzeitlichen Cairns ist.